# Slavo Kukić
Slavo Kukić (Posušje, 21. srpnja 1954. – ?, 7. rujna 2024.) bio je bosanskohercegovački sociolog.

## Obrazovanje
U veljači 1977. godine je na Fakultetu političkih znanosti u Sarajevu stekao zvanje diplomiranog politologa, 1983. godine na interdisciplinarnom poslijediplomskom studiju Sveučilišta u Sarajevu titulu magistra društvenih znanosti te, na koncu, u studenom 1986. godine na Fakultetu političkih znanosti titulu doktora socioloških znanosti.

## Karijera
Radni vijek započinje 1977. godine kao stručni suradnik u SO-e Posušje, potom kao rukovoditelj Marksističkog centra, a od 1980 godine je u obrazovanju – srednjem, a potom visokom. U Srednjoškolskom centru u Posušju je radio kao profesor, a zatim i kao ravnatelj. Sredinom 1987. godine je izabran na funkciju predsjednika Izvršnog odbora SO-e Posušje, a nakon toga, 1992. godine odlazi na Ekonomski fakultet u Mostaru, na kojem je u radnom odnosu do danas.
U zvanje docenta biran je 1987. godine, u zvanje izvanrednog profesora 1997., a u zvanje redovitog profesora 1999. godine.
U četiri mandata je prodekan za nastavu, u dva ciklusa voditelj poslijediplomskih magistarskih studija te u dva ciklusa voditelj poslijediplomskih specijalističkih studija.
Nastavu iz Sociologije, Metodologije, Ponašanja potrošača, ali i srodnih disciplina, izvodi na dodiplomskim, diplomskim i poslijediplomskim studijima više fakulteta u BiH i regiji – Agronomskom , Filozofskom, Medicinskom te Fakultetu zdravstvenih studija  Sveučilišta u Mostaru, Filozofskom fakultetu Sveučilišta u Zadru, Ekonomskom i Pravnom fakultetu Sveučilišta u Tuzli, Fakultetu političkih nauka i Ekonomskom fakultetu u Banja Luci, Filozofskom, Politehničkom, Fakultetu zdravstvenih studija i Ekonomskom fakultetu u Zenici, Fakultetu za turizam i vanjsku trgovinu Sveučilišta u Dubrovniku, Ekonomskom fakultetu Sveučilišta u Splitu, Doktorskoj školi Sveučilišta u Osijeku itd.
Sam ili u koautorstvu Kukić potpisuje 32 knjige i studije, među njima devet sveučilišnih i tri srednjoškolska udžbenika. U svojstvu voditelja ili člana ekspertnog tima, potom, potpisuje i dvanaest projekata iz područja sociologije, politologije i ekonomije, a na jednom od njih, "Early Warning System in Bosnia and Herzegovina", radi u kontinuitetu pet godina. Na koncu, autor je preko 130 znanstvenih i stručnih radova, objavljenih u časopisima i zbornicima na više svjetskih jezika, te pedesetak recenzija i prikaza djela drugih autora.
Član je i većeg broja redakcija i uredništava časopisa i zbornika: Zbornik radova – Journal of Economy and Business (Mostar), Sociološki diskurs (Banja Luka), Tranzicija (Tuzla), Medijski dijalozi (Podgorica), a danas je suurednik časopisa Dijalog ANUBiH, te više organizacijskih odbora znanstvenih skupova i drugih odbora, a pod njegovim mentorstvom su urađene tri doktorske disertacije, pet magistarskih i šezdesetak diplomskih radova.
Kao ekspert Europske komisije je, prethodnih petnaestak godina, angažiran i na pitanjima razvoja lokalne samouprave, a čitav radni vijek angažiran je i u društvenom i gospodarskom životu BiH. Godine 2011. je bio i mandatar za predsjedavajućeg Vijeće ministara BiH.
Za dopisnog člana Akademije znanosti i umjetnosti Bosne i Hercegovine izabran 2012. godine, a za redovitog člana (akademika) 2018. godine.

## Značajnija djela

### Knjige

#### Autor
- Kukić, S. (2022), Narod i nacija, Sarajevo: Kult B,
- Kukić, S. (2021), Sumrak kapitalizma, Sarajevo: Kult B, ISBN 978-9958-684-26-5
- Kukić, S. (2020), Bosna i Hercegovina, žarište novog političkog virusa, Sarajevo: Kult B, ISBN 978-9958-684-24-1
- Kukić, S. (2018), Sociologija, udžbenik za gimnazije, Sarajevo, Bosanska knjiga, ISBN 978-9958-796-86-9str. 262
- Kukić, S. (2018), Posljednji poziv u pomoć, Kult B, Sarajevo, ISBN 978-9958-684-16-6, COBISS.BH-ID * , str.* * Kukić, S. (2016), Vrijeme obnovljenog zavijanja nacionalnih truba, Kult B, Sarajevo, ISBN 978-9958-9125-3-5, cobis-bh-id 23457542: 488 str.
- Kukić, S. (2015), Metodologija znanstvenog istraživanja, Sarajevo Publishing, Sarajevo, ISBN 978-9958-21-598-8, 557 str.
- Kukić, Slavo (2014), Zadah kolektivne izdaje, Kult Sarajevo, Sarajevo, ISBN 978-9958-684-10-4, 374 str.
- Kukić, Slavo (2013), Lopovluk u ime naroda, Kult Sarajevo&Depo Sarajevo, Sarajevo, ISBN 978-9958-684-09-8, 573 str.
- Kukić, Slavo (2005), Ashdownova bosanskohercegovačka faza, Sarajevo Publishing, ISBN 9958-21-410-5, 263 str.
- Kukić, Slavo (2004), Balkanska krčma, novi krug nacionalista, Nezavisne novine, Banja Luka, ISBN 99938-664-5-8, 286 str.
- Kukić, Slavo (2004), Sociologija, teorije društvene strukture, Sarajevo Publishing, ISBN 9958-21-360-5, 567 str.
- Kukić, Slavo (2003), Sociologija, udžbenik za gimnazije, Sarajevo Publishing, Sarajevo, ISBN 9958-21-225-0, 175 str.
- Kukić, Slavo (2001), Demografske promjene i položaj manjina u Bosni i Hercegovini (Demographic Changes and the Position of Minorities in Bosnia-Herzegovina), ISCOMET, Maribor, ISBN 961-90899-0-1, 82 str.
- Kukić, Slavo (2001), Svjedok vremena, Oslobođenje, Sarajevo, ISBN 9958-719-11-8, 196 str.
- Kukić, Slavo (1999), Položaj Roma u Bosni i Hercegovini (objavljeno na hrvatskom i engleskom jeziku), Centar za zaštitu prava manjina, Sarajevo: 70 str.
- Kukić, Slavo (1998), Položaj građanina i naroda u Bosni i Hercegovini (objavljeno na hrvatskom i engleskom jeziku), Centar za zaštitu prava manjina i Asocijacija nezavisnih intelektualaca „Krug 99”, Sarajevo, COBISS.BH-ID 12610310: 111 str.
- Kukić, Slavo (1995), Sociologija, Napredak, Mostar, COBISS. BH-ID 6538502: 353 str.
- Kukić, Slavo (1993), Uvod u sociologiju, I dio, Ekonomski fakultet Mostar, Mostar: 234 str.

#### Suautor
- Muftić Edhem, Kukić Slavo, Prohić Ibrahim (2020), Fenomen višestranačja u Bosni i Hercegovini, Lukavac: Centar za kulturu, ISBN 978-9926-8480-0-2
- Abazović Mirsad, Dundović Viktor, Bajtal Esad, Kukić Slavo, Kico Ahmed, Drino Dževad, Đulić Sead, Šehić Vehid, Hadžialić Ešref, Živanović Miodrag (2020), Skup komunista BiH u Bugojnu 1940, Bugojno: SABNOR BiH, ISBN 978-9958-9392-9-7
- Bajtal, E., Dukić, Z., Kukić, S., Mesihović, S., Muftić, E., Pejanović, M., Zgodić, E., Živanović, M. (2017), Tito i mi: jučer, danas, sutra, * dopunjeno i izmijenjeno izdanje, Sarajevo: SABNOR BiH, ISBN 978-9958-9392-7-3, COBISS BH-ID 24395526, 31 str.
- Kukić, Slavo, Lapenda, Stjepan, Vuković Mladen (2014), Život i djela - Vita et operae (uz * obljetnicu života Ivana Vujevića), Matica hrvatska Split, Split, ISBN 978-953-55605-4-8, 128 str.
- Husić-Mehmedović, Melika, Kukić, Slavo, Čičić, Muris (2012), Consumer Behaviour, School of Economics and Business, University of Sarajevo, Sarajevo, ISBN 978-9958-25-068-2, 382 str.
- Čičić, Muris, Kukić, Slavo, Husić, Melika (2009), Ponašanje potrošača, Ekonomski fakultet Mostar, Mostar, ISBN 978-9958-690-54-9, 247 str.
- Kukić, Slavo et al /ur. Kukić, Slavo/(2007), Marketing, Sveučilište u Mostaru &Ekonomski fakultet Mostar, Mostar, ISBN 978-9958-690-36-5, 605 str.
- Kukić, Slavo, Markić, Brano (2006), Metodologija društvenih znanosti - metode, tehnike, postupci i instrumenti znanstvenoistraživačkog rada, Ekonomski fakultet, Sveučilište u Mostaru, Mostar, ISBN 9958-690-28-4, 515 str.
- Đurašinović, Pejo, Kukić, Slavo i dr. (2006), Sistem vrijednosti mladih u poslijeratnom društvu u BiH, Filozofski fakulteta Univerziteta u Banja Luci, Institut za filozofiju i društvena istraživanja, Banja Luka, ISBN 978-99938-34-56-4, * str.
- Džihanović Šahbaz, Kukić, Slavo et al. (2005), Platforma za novi demokratski Ustav Republike Bosne i Hercegovine, Sarajevo, COBISS.BH-ID 15703558: 144 str.
- Kukić, Slavo, Jakić, Mirko (2004), Logika, udžbenik za gimnaziju, Sarajevo Publishing, Sarajevo, ISBN 9958-21-262-5, 115 str.
- Kukić, Slavo, Demirović, Mujo (2003), Metodologija znanstvenoistraživačkog rada društvenih znanosti, Mostar-Bihać, ISBN 9958-690-09-8, 137 str.
- Miličević, Neđo, Kukić, Slavo, Zlokapa, Zdravko, Fočo, Salih (2003), Bosna i Hercegovina – prvih stotinu dana vlasti, Centar za promociju civilnoga društva, Sarajevo, ISBN 9958-793-06-7, 109 str.
- Miličević Neđo, Kukić Slavo, Štitić Anton, Pašić Hilmo, Zlokapa Zdravko, Milidragović Duško, Pejanović Mirko (2001), Lokalna i regionalna samouprava u Bosni i Hercegovini, Centar za promociju civilnoga društva, Sarajevo, ISBN 9958-9532-0-X, 347 str.
- Alić, Meliha, Kukić Slavo i dr. (2000), Human Development Report Bosnia and Herzegovina 2000 Youth (objavljeno na engleskom i hrvatskom jeziku), IBHI-UNDP, Sarajevo: 114 str.
- Kukić, Slavo, Kožul Franjo (1999), Država i nacija: Bosna i Hercegovina - posljednji etapni prostor konsolidacije Europe, Ekonomski fakultet Mostar, ISBN 9958-9467-2-6, 341 str.
- Agić, Novka, Kukić, Slavo et al. (1999), Bosnia and Herzegovina 1998, Human development Report (objavljeno na engleskom i hrvatskom jeziku), UNDP, Sarajevo: 129 str.